# Helene Klaar
Helene Klaar (* 1948 in Wien) ist eine österreichische auf Ehescheidungen spezialisierte Rechtsanwältin, Autorin von Scheidungsratgebern sowie der
Rechtsratgeberin für Frauen und steht der österreichischen Frauenbewegung nahe.

## Leben
Nach dem Rechtsstudium und der Anwaltsprüfung begann sie 1976 ihre berufliche Tätigkeit als selbstständige Anwältin. Sie spezialisierte sich anfangs eher widerwillig auf das Familienrecht, weil, wie sie sagte, ihre politische Tätigkeit in der Frauenbewegung dazu führte, dass ihr Genossinnen Frauen weiter vermittelten, die von ihren Männern im Stich gelassen wurden. 1982 wurde sie von Frauenministerin Johanna Dohnal mit dem Verfassen eines Scheidungsratgebers für Frauen zum damals neuen Familienrecht beauftragt, der sich ab Erscheinen großer Beliebtheit erfreute und seither in mehreren aktualisierten Auflagen erschien.
Seither gilt Klaar als „meistgefürchtete Scheidungsanwältin Österreichs“, auch wenn sie dafür bekannt ist, ihren Mandanten von der Scheidung abzuraten, wenn ihre Lage nicht unerträglich ist. 2004 erhielt sie den Wiener Frauenpreis für ihre „besonderen Verdienste um Frauen im Scheidungsfall“ und 2019 den Frauen-Lebenswerk-Preis. 2022 wurde sie mit dem neu geschaffenen Marianne-Beth-Preis ausgezeichnet.
Sie ist mit dem Politikwissenschaftler Johann Dvořák verheiratet und hat zwei erwachsene Söhne.

## Veröffentlichungen
- Was tue ich, wenn es zur Scheidung/Trennung kommt? Bundeskanzleramt, Wien 1982   aktualisiert online zum Download
- Scheidungsratgeber für Frauen, 3. aktualisierte und überarbeitete Auflage. 446 S. Linde, Wien 2015, ISBN 978-3-7093-0556-0